# Zur Person
Zur Person war eine deutsche Fernseh-Sendereihe, in der Günter Gaus Prominente, insbesondere Politiker, interviewte. 1963 wurde die erste Sendung mit Ludwig Erhard als Gesprächspartner ausgestrahlt. Ab 1967 wurde die Reihe unter dem Titel Zu Protokoll im Südwestfunk und ab 1984 mit dem Titel Deutsche im WDR weitergeführt. 1990 erhielt sie beim DFF wieder den Titel Zur Person, den sie fortan behielt. Von 1992 bis 2003 wurde die Reihe im ORB gesendet, der 2003 im RBB aufging; während dieser Zeit waren die Interviews auch im Fensterprogramm News & Stories auf Sat.1 zu sehen. In 40 Jahren sind über 200 Interviews geführt worden.
Die Interviews wurden in der Regel im Studio vor schwarzem Hintergrund geführt. Günter Gaus war nur am Anfang der Sendung im Bild zu sehen, während er den Interviewpartner vorstellte; danach wurde während der gesamten Sendung der Interviewpartner aus verschiedenen Kameraperspektiven gezeigt. In späteren Sendungen saßen Gaus und sein Gesprächspartner auf Wassily-Sesseln von Marcel Breuer. Zu den Ritualen der Sendung gehörte der Satz „Erlauben Sie mir eine letzte Frage“ von Gaus; nach deren Beantwortung folgte ohne weitere Verabschiedung der Abspann.

## Die Interviewpartner in der Übersicht

### „Zur Person“ im ZDF (1963–1966)
Zwischen 1963 und 1966 wurden 32 Interviews aufgezeichnet und beim ZDF ausgestrahlt. Die Interviews sind in der ZDF-Mediathek abrufbar.
1963
- 10. April 1963 – Ludwig Erhard
- 12. Juni 1963 – Edmund Rehwinkel
- 10. Juli 1963 – Gustaf Gründgens
- 4. September 1963 – Sefton Delmer
- 2. Oktober 1963 – Thomas Dehler
- 15. Oktober 1963 – Otto Brenner
- 30. Oktober 1963 – Martin Niemöller
- 11. Dezember 1963 – Edward Teller

1964
- 8. Januar 1964 – Herbert Wehner
- 4. März 1964 – André François-Poncet
- 1. April 1964 – Willi Daume
- 29. April 1964 – Franz Josef Strauß
- 27. Mai 1964 – Arthur Koestler
- 24. Juni 1964 – Erich Mende
- 22. Juli 1964 – Eugen Gerstenmaier
- 30. September 1964 – Willy Brandt
- 28. Oktober 1964 – Hannah Arendt
- 25. November 1964 – Hermann Josef Abs
- 23. Dezember 1964 – Kasimir Edschmid

1965
- 7. Januar 1965 – Fritz Erler
- 21. Januar 1965 – Kai-Uwe von Hassel
- 4. März 1965 – Golo Mann
- 1. April 1965 – Walter Hallstein
- 20. Mai 1965 – Sir Hugh Carlton Green
- 10. Juni 1965 – Ulrich de Maizière
- 28. September 1965 – Günter Grass
- 14. Oktober 1965 – Rainer Barzel
- 18. November 1965 – Oswald von Nell-Breuning
- 16. Dezember 1965 – Otto von Habsburg
- 29. Dezember 1965 – Konrad Adenauer[7]

1966
- 8. Februar 1966 – Helmut Schmidt
- 10. März 1966 – Rolf Spaethen[8]
- 21. April 1966 – Asher Ben-Natan

### „Zu Protokoll“ im SWF (1967–1973)
Zwischen 1967 und 1973 wurden 27 Interviews aufgezeichnet und beim SWF ausgestrahlt.
1967
- 8. Oktober 1967 – Klaus Schütz
- 3. Dezember 1967 – Rudi Dutschke (Günter Gaus im Gespräch mit Rudi Dutschke)

1968
- 28. Januar 1968 – Christiaan Barnard
- 24. März 1968 – James Dotson und Neil Keltner
- 19. Mai 1968 – Herbert Wehner
- 8. September 1968 – Franz Josef Strauß
- 3. November 1968 – Gustav Heinemann
- 8. Dezember 1968 – Karl Schiller

1969
- 2. Februar 1969 – Walter Scheel
- 30. März 1969 – Indira Gandhi
- 18. Mai 1969 – Wolf von Baudissin
- 13. Juli 1969 – Dorothee Sölle

1970
- 26. April 1970 – Horst Ehmke
- 21. Juni 1970 – Karl Theodor Freiherr von und zu Guttenberg
- 4. Oktober 1970 – Helmut Kohl

1971
- 3. Januar 1971 – Joachim Steffen
- 7. März 1971 – Hans-Jochen Vogel
- 6. Juni 1971 – Gerhard Schröder
- 19. September 1971 – Rainer Barzel
- 7. November 1971 – Heinz Oskar Vetter
- 19. Dezember 1971 – Erhard Eppler

1972
- 13. Februar 1972 – Julius Döpfner
- 9. April 1972 – Ulrich de Maizière
- 4. Juni 1972 – Egon Bahr
- 17. September 1972 – Rudolf Augstein
- 29. Oktober 1972 – Hermann Dietzfelbinger

1973
- 15. Januar 1973 – Norbert Blüm

### „Deutsche“ im WDR (1984–1989)
Zwischen 1984 und 1989 wurden 28 Interviews aufgezeichnet und beim WDR ausgestrahlt.
1984
- 8. Januar 1984 – Albrecht Schönherr
- 19. Februar 1984 – Richard von Weizsäcker
- 1. April 1984 – Otto Schily
- 27. Mai 1984 – Aenne Burda
- 15. Juli 1984 – Lothar Späth
- 19. August 1984 – Oskar Lafontaine
- 2. September 1984 – Stephan Hermlin

1985
- 20. Januar 1985 – Christa Lewek
- 17. März 1985 – Fritz Landshoff
- 26. Mai 1985 – Heiner Geißler
- 9. Juni 1985 – Eva Rühmkorf
- 4. August 1985 – Franz Steinkühler
- 22. September 1985 – Ernst Engelberg
- 12. Oktober 1985 – Thomas Dehler
- 3. November 1985 – Edzard Reuter
- 8. Dezember 1985 – Hans Mayer
- 29. Dezember 1985 – Heinrich Albertz

1986
- 2. Februar 1986 – Rita Süssmuth
- 20. April 1986 – Otto Reinhold
- 15. Juni 1986 – Wolf Biermann
- 7. September 1986 – Reinhard Mohn
- 2. November 1986 – Martin Walser
- 14. Dezember 1986 – Franz Xaver Kroetz

1987
- 1. März 1987 – Willy Brandt
- 29. März 1987 – Kurt Biedenkopf

1989
- 9. April 1989 – Hermann Kant
- 28. Mai 1989 – Daniel Cohn-Bendit
- 22. Oktober 1989 – Erich Kuby

### „Zur Person“ im DFF (1990–1991)
Zwischen 1990 und 1991 wurden 25 Interviews aufgezeichnet und beim DFF ausgestrahlt.
1990
- 13. Februar 1990 – Friedrich Schorlemmer
- 20. Februar 1990 – Lothar de Maizière
- 27. Februar 1990 – Gregor Gysi
- 6. März 1990 – Ingrid Köppe
- 14. März 1990 – Christoph Hein
- 20. März 1990 – Hans Modrow
- 17. April 1990 – Gottfried Forck
- 8. Mai 1990 – Markus Meckel
- 11. Juni 1990 – Heinz Warzecha
- 9. Juli 1990 – Peter-Michael Diestel
- 6. August 1990 – Markus Wolf
- 3. September 1990 – Manfred Stolpe
- 1. Oktober 1990 – Horst Klinkmann
- 29. Oktober 1990 – Barbara Thalheim
- 26. November 1990 – Klaus Gysi

1991
- 5. Februar 1991 – Heinrich Fink
- 11. März 1991 – Wolfgang Thierse
- 15. April 1991 – Volker Braun
- 27. Mai 1991 – Hans-Jochen Vogel
- 24. Juni 1991 – Wolfgang Ullmann
- 12. August 1991 – Stephanie Spira
- 16. September 1991 – Regine Hildebrandt
- 28. Oktober 1991 – Angela Merkel
- 25. November 1991 – Joachim Gauck
- 23. Dezember 1991 – Hans Bentzien

### „Zur Person“ im ORB und RBB (1992–2004)
Zwischen 1992 und 2004 wurden 133 Interviews aufgezeichnet und beim ORB sowie – ab Mai 2003 – beim RBB ausgestrahlt.
1992
- 6. Februar 1992 – Ulf Fink
- 12. März 1992 – Bernhard Vogel
- 19. März 1992 – Gustav Just
- 30. April 1992 – Thomas Langhoff
- 11. Juni 1992 – Günter de Bruyn
- 3. September 1992 – Gisela Oechelhaeuser
- 8. Oktober 1992 – Friedrich Wolff
- 12. November 1992 – Albert Hetterle
- 17. Dezember 1992 – Ellen Brombacher

1993
- 21. Januar 1993 – Jurek Becker
- 25. Februar 1993 – Christa Wolf
- 10. März 1993 – Ignatz Bubis
- 25. März 1993 – Rolf Hochhuth
- 22. April 1993 – Kurt Maetzig
- 10. Juni 1993 – Wolfgang Mattheuer
- 31. August 1993 – Jens Reich
- 19. Oktober 1993 – Johannes Rau
- 7. Dezember 1993 – Richard Schröder

1994
- 8. Februar 1994 – Rolf Kutzmutz
- 29. März 1994 – Roman Herzog
- 26. April 1994 – Hildegard Hamm-Brücher
- 31. Mai 1994 – Helga Königsdorf
- 13. September 1994 – Karl Döring
- 11. Oktober 1994 – Walter Jens
- 15. November 1994 – Rudolf Scharping
- 13. Dezember 1994 – Richard von Weizsäcker

1995
- 31. Januar 1995 – Reinhard Höppner
- 5. März 1995 – Frank Castorf
- 9. April 1995 – Egon Bahr
- 28. Mai 1995 – Gerhard Schürer
- 10. September 1995 – Joschka Fischer
- 21. Oktober 1995 – Alexander Schalck-Golodkowski
- 18. November 1995 – Wolfgang Schäuble
- 16. Dezember 1995 – Heide Simonis

1996
- 27. Januar 1996 – Rudolf Bahro
- 24. Februar 1996 – Oskar Lafontaine
- 23. März 1996 – Lothar Bisky
- 13. April 1996 – Daniela Dahn
- 11. Mai 1996 – Norbert Blüm
- 15. Juni 1996 – Werner Eberlein
- 13. Juli 1996 – Dieter Hildebrandt
- 17. August 1996 – Heinz Berggruen
- 14. September 1996 – Willi Sitte
- 12. Oktober 1996 – Antje Vollmer
- 9. November 1996 – Katharina Thalbach
- 7. Dezember 1996 – Ignatz Bubis

1997
- 25. Januar 1997 – Kurt Böwe
- 22. Februar 1997 – Volker Rühe
- 22. März 1997 – Berndt Seite
- 26. April 1997 – Otto Prokop
- 31. Mai 1997 – Jiří Gruša
- 28. Juni 1997 – Gustav-Adolf Schur
- 6. Juli 1997 – Inge Viett
- 3. September 1997 – Wolfgang Clement
- 1. Oktober 1997 – Helmut Thoma
- 29. Oktober 1997 – Hans-Jochen Tschiche
- 19. November 1997 – Hermann Kant
- 17. Dezember 1997 – Günter Grass

1998
- 21. Januar 1998 – Burkhard Hirsch
- 18. Februar 1998 – Sigmund Jähn
- 18. März 1998 – Johannes Mario Simmel
- 15. April 1998 – Hartmut Bagger
- 13. Mai 1998 – Claus Peymann
- 10. Juni 1998 – Gerhard Schröder
- 1. Juli 1998 – Wolfgang Kohlhaase
- 26. August 1998 – Helmut Kohl
- 16. September 1998 – Katarina Witt
- 18. November 1998 – Harald Ringstorff
- 16. Dezember 1998 – George Tabori

1999
- 20. Januar 1999 – Michael Succow
- 17. Februar 1999 – Otto Schily
- 17. März 1999 – György Konrád
- 14. April 1999 – Valentin Falin
- 12. Mai 1999 – Dagmar Schipanski
- 9. Juni 1999 – Moritz Mebel
- 7. Juli 1999 – Peter Ensikat
- 1. September 1999 – Michael Naumann
- 29. September 1999 – Matthias Platzeck
- 27. Oktober 1999 – André Brie
- 24. November 1999 – Günter Gaus (Zum 70. Geburtstag von Günter Gaus: Egon Bahr befragt Günter Gaus)
- 1. Dezember 1999 – Jörg Schönbohm
- 22. Dezember 1999 – Margot Käßmann

2000
- 19. Januar 2000 – Jutta Wachowiak
- 16. Februar 2000 – Hermann Scheer
- 15. März 2000 – Edzard Reuter
- 19. April 2000 – Hans-Christian Ströbele
- 17. Mai 2000 – Klaus Schlesinger
- 21. Juni 2000 – Gabriele Zimmer
- 19. Juli 2000 – Renate Künast
- 16. August 2000 – Adolf Dresen
- 20. September 2000 – Rudolf Dreßler
- 18. Oktober 2000 – Christa Wolf
- 15. November 2000 – Siegfried Unseld
- 13. Dezember 2000 – Andrea Fischer

2001
- 24. Januar 2001 – Inge Keller
- 9. Februar 2001 – Paul Spiegel
- 14. März 2001 – Harald Schmidt
- 11. April 2001 – Peter Struck
- 9. Mai 2001 – Alice Schwarzer
- 13. Juni 2001 – Bruno Ganz
- 18. Juli 2001 – Gisela May
- 22. August 2001 – Helmut Holter
- 19. September 2001 – Eduard Geyer
- 17. Oktober 2001 – Julian Nida-Rümelin
- 14. November 2001 – Lenka Reinerová
- 12. Dezember 2001 – Christian Klar

2002
- 16. Januar 2002 – Klaus Wowereit
- 13. Februar 2002 – Egon Günther
- 13. März 2002 – Thomas Flierl
- 10. April 2002 – Jutta Limbach
- 15. Mai 2002 – Peter Sodann
- 12. Juni 2002 – Günther Jauch
- 10. Juli 2002 – Heinrich Graf von Einsiedel
- 21. August 2002 – Frank Schirrmacher
- 25. September 2002 – Jo Jastram
- 23. Oktober 2002 – Henry Kissinger
- 13. November 2002 – Edgar Most
- 11. Dezember 2002 – Renate Schmidt

2003
- 15. Januar 2003 – Wolfgang Hilbig
- 12. Februar 2003 – Hilmar Kopper
- 12. März 2003 – Dieter Stolte
- 9. April 2003 – Heinz Florian Oertel
- 14. Mai 2003 – Jochen Kowalski
- 11. Juni 2003 – Kurt Sanderling
- 9. Juli 2003 – Franz Müntefering
- 20. August 2003 – Henning Scherf
- 17. September 2003 – Bärbel Höhn
- 15. Oktober 2003 – Gerhard Wolf
- 12. November 2003 – Jürgen Böttcher
- 26. November 2003 – Gerhard Schröder

2004
- 14. Januar 2004 – Wolfgang Menge
- 11. Februar 2004 – Sahra Wagenknecht
- 8. März 2004 – Edelgard Bulmahn